# Венді Масс
Ве́нді Масс (англ. Wendy Mass; нар. 22 квітня 1967) — американська письменниця, авторка підліткових романів та дитячих книжок.
Її роман «Простір у формі манго» (2003) 2004 року здобув премію імені Шнайдера Американської бібліотечної асоціації (ALA) за сімейну книжку для середньої школи. Серед інших її відомих творів: «11 днів народження», «Простір у формі манго» та «Кожна душа — зірка».
2011 року за романом Масс «Джеремі Фінк і сенс життя» зняли художній фільм.

## Дитинство та юність
Масс народилася в Лівінгстоні, штат Нью-Джерсі, а улюбленими предметами в школі були читання та природознавство. Венді працювала в міських бібліотеках і книгарнях. У дитинстві вона змагалася з друзями, щоб побачити, хто зможе прочитати більше книжок; це допомогло їй розвинути письменницькі навички. Її першою професійною мрією було стати астронавткою. У її першому оповіданні, яке вона написала разом з братом та сестрою, головним героєм був кіт, який якимось чином перетворився на козу та зруйнував її район.
У старшій школі Масс працювала в місцевій книгарні й далі відточувала власні письменницькі навички. Вона ходила на курси письма та вирішила, що письменництво стане її кар'єрою.

## Освіта
Вивчаючи англійську мову в Університеті Тафтса, Масс і далі розвивала письменницькі навички. Упродовж навчання в коледжі вона писала переважно короткі оповідання, а після закінчення університету переїхала до Лос-Анджелеса, де спробувала себе в багатьох письменницьких професіях, зокрема була асистенткою літературного агента, працювала в телевізійній кастинговій компанії, була редакторкою журналу та читачкою сценаріїв для кінопродюсера. Масс зрозуміла, що хоче надихати дітей молодшого віку, підлітків та дорослих, пишучи для них книжки. Вона повернулася до свого рідного міста Нью-Джерсі та одночасно писала і працювала книжковою редакторкою в Нью-Йорку та Коннектикуті. Вона має ступінь магістра творчого письма Каліфорнійського державного університету в Лонг-Біч та ступінь доктора літератури в Університеті Дрю.

## Відзнаки та нагороди
Масс опублікувала 31 роман для дітей та підлітків. 2004 року вона здобула премію імені Шнайдера Американської бібліотечної асоціації (ALA) за дитячу книжку «Простір у формі манго». 2011 року здобула Black Eyed Susan Award від Асоціації шкільних бібліотекарів Мериленду за книжку «11 днів народження». Вона здобула премію Американської бібліотечної асоціації (найкращі книжки для підлітків), премію Нью-Йоркської публічної бібліотеки та премію Нью-Йоркської публічної бібліотеки за найкращі книжки для підлітків, Great Lakes Book Award та премію штату Мічиган, а відтоді здобула 11 державних книжкових премій.

## Особисте життя
Масс зараз проживає в Нью-Джерсі зі своєю родиною.

## Твори

### Публіцистика
- - Stonehenge (1998)
  - Teen Drug Abuse (1997)
  - Women's Rights (1998)
  - Readings on Night (2000)
  - Great Authors of Children's Literature (2001)
  - Discovering Mythology — Gods and Goddesses (2002)
  - Ray Bradbury: Master of Science Fiction and Fantasy (2004)
  - John Cabot: Early Explorer (2004)
  - Celebrate Halloween (2009)

### Художня література
- - Getting a Clue (1996)
  - The Bad Hair Day (1996 children's picture book)
  - Noah and the Ark (1997)
  - A Mango-Shaped Space (2003)
  - Rapunzel: The One with All the Hair (2006)
  - Sleeping Beauty: The One Who Took The Really Long Nap (2006)
  - Jeremy Fink and the Meaning of Life (2006)
  - Leap Day (2006)
  - Heaven Looks A Lot Like The Mall (2007)
  - Every Soul a Star (2008)
  - 11 Birthdays (2009)
  - Finally (2010)
  - The Candymakers (2010)
  - 13 Gifts (2011)
  - Beauty and the Beast: The Only One Who Didn't Run Away (2012)
  - Pi in The Sky (2013)
  - The Last Present (2013)
  - Space Taxi: Archie Takes Flight (2014)
  - Space Taxi: Water Planet Rescue (2014)
  - Graceful (2015)
  - Space Taxi: Archie's Alien Disguise (2015)
  - Space Taxi: The Galactic B.U.R.P. (2015)
  - The Candymakers and the Great Chocolate Chase (2016)
  - Voyagers: The Seventh Element (2016)
  - Space Taxi: B.U.R.P. Strikes Back (2017)
  - Space Taxi: Aliens on Earth (2017)
  - Time Jumpers: Stealing the Sword (2019)
  - Time Jumpers: Escape from Egypt (2019)
  - Robin Hood: The One Who Looked Good in Green (2018)
  - Bob (2018)
  - Time Jumpers: Fast-Forward to the Future (2019)
  - Time Jumpers: Dodging Dinosaurs (2019)
  - Lo and Behold (2023)
  - Втрачена бібліотека /The Lost Library (2023)
  - Green Jolene: Green Jolene and the Neighborhood Swap (2025)[7]

### Телевізійні сценарії
- Містер Монк іде до театру (2003) (разом Стю Левіном та Томом Шарплінгом)

## Переклади українською
2025 року у «Видавництві Старого Лева» вийшов український переклад дитячої повісті «Втрачена бібліотека», співавторками якої є Ребекка Стед та Венді Масс. Перекладачка — Тетяна Добрянська, ілюстраторка — Мар'яна Петрів.